# Castel Gabbiano
Castel Gabbiano är en ort och kommun i provinsen Cremona i regionen Lombardiet i Italien. Kommunen hade 445 invånare (2018).